# 亚伯拉罕·奥特柳斯

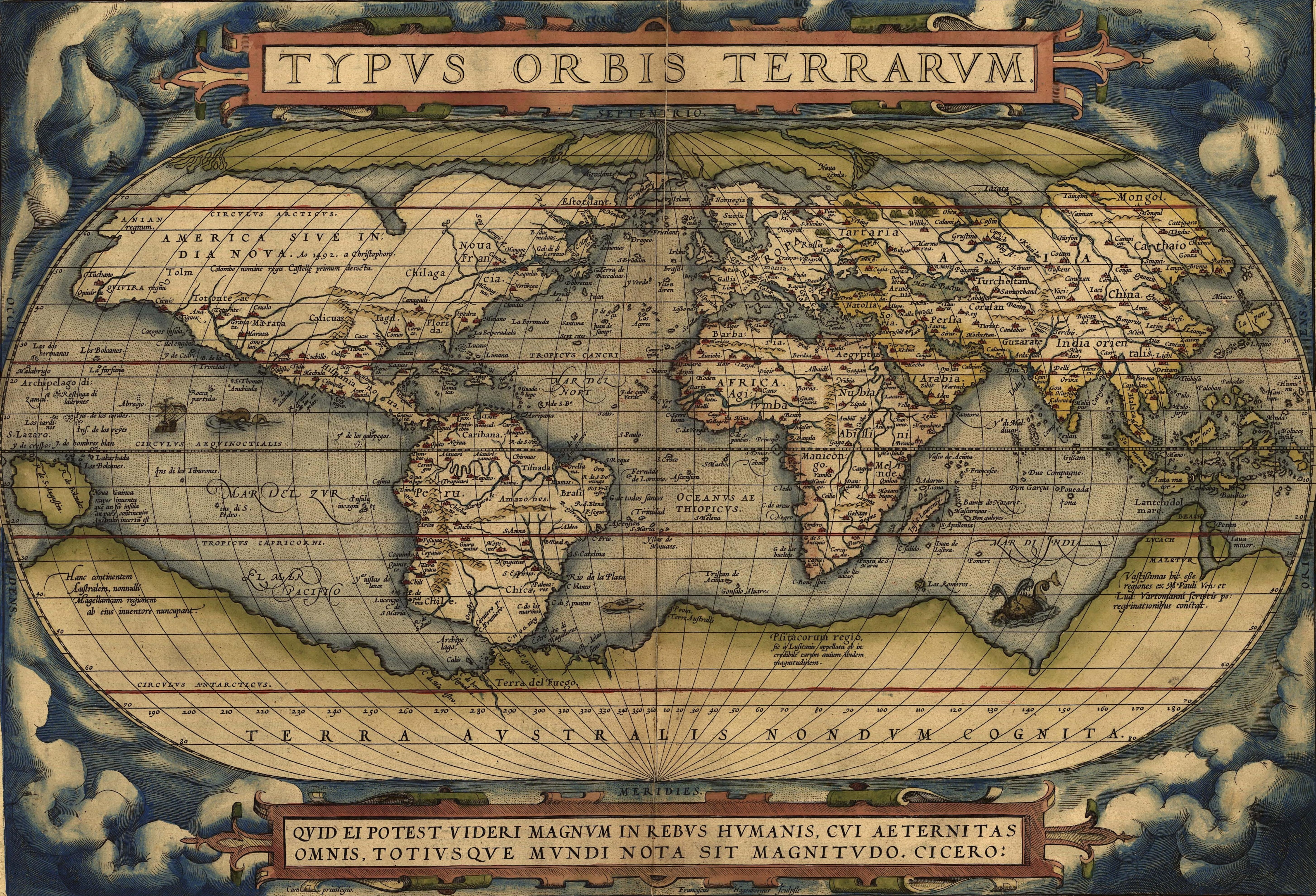
1570年的世界地圖《寰宇全圖》

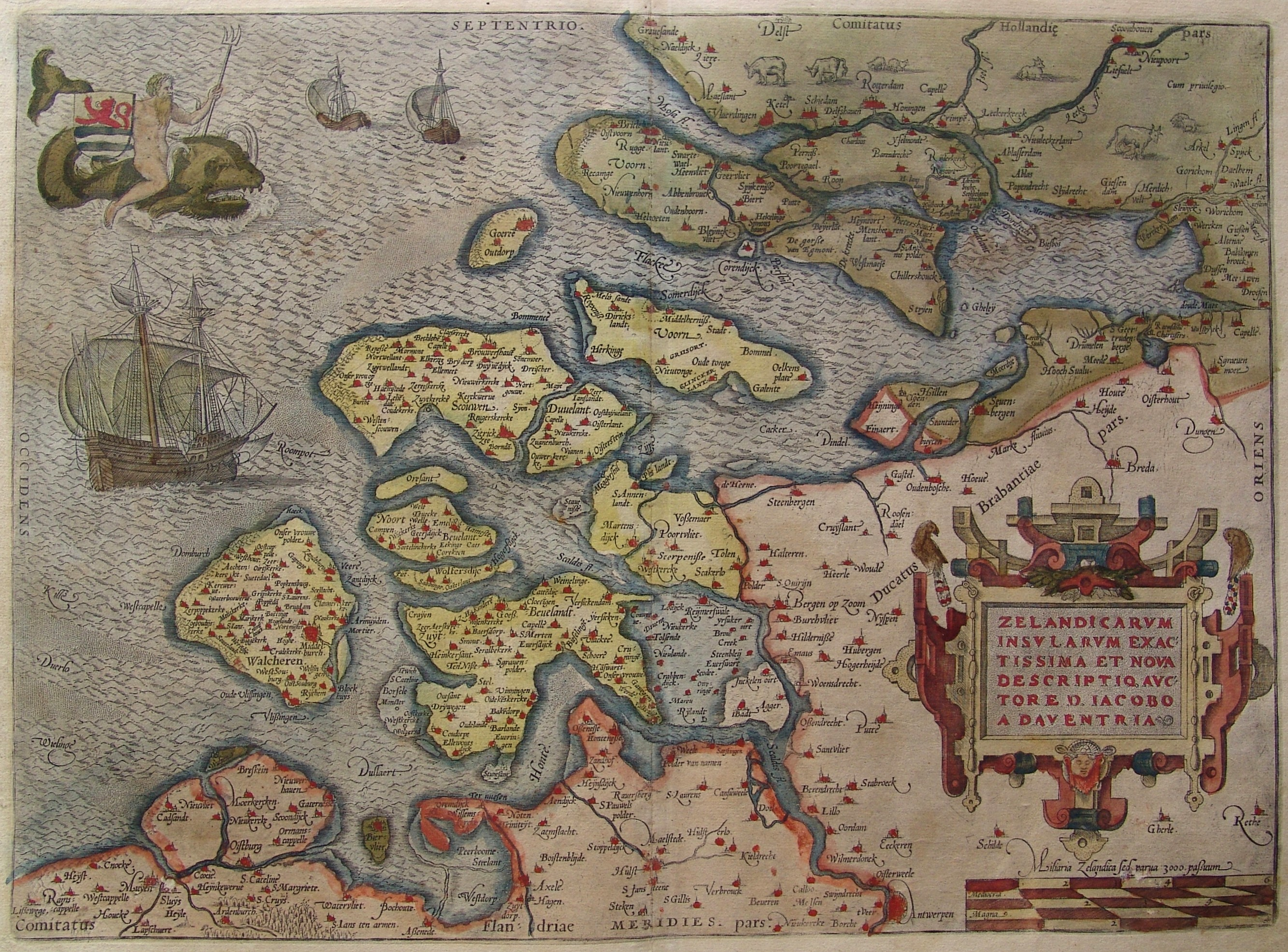
《泽兰诸岛新且非常精确描述》，尺寸24 × 47，亚伯拉罕·奥特柳斯作于1580年，在雅各布·范芬特尔的基础上制作

亚伯拉罕·奥特柳斯（荷蘭語：Abraham Ortelius，/ɔːrˈtiːliəs/，1527年4月14日—1598年6月28日）出生在安特衛普，初期是地圖雕刻師，後來受麥卡托影響，成為地圖出版商、地理學家，1570年出版《寰宇全圖》，被譽爲是第一部近代地圖集。與同樣出身低地國度的麥卡托與洪第烏斯成為佛蘭德學派的要角，以市場化方式推出最新世界地圖集，終結航海圖被少數國家列為機密的局面。在1596年提出大陸漂移學說的最早構思，此一理論被魏格納（Alfred Lothar Wegener）在20世紀初完整論證。

## 生平
奧特柳斯出生于安特卫普，当时属于哈布斯堡帝国统治的17个省范围之内，现在属比利时。作为奥格斯堡有影响力奥特柳斯家族的一名成员，他多次在欧洲旅行。已知他曾经踏遍全国所有的17个省、德国南部和西部以及北部和东部地区（1560年、1575年至1576年）、法国（1559年至1560年）、英格兰和爱尔兰（1576年）、以及意大利（1578年、1550年和1558年之间可能2－3次）。
他最初是一个地图雕刻师，1547年他进入了安特卫普圣路加公会 。他早期的职业是一个商人，1560年之前他的大部分行程为商业目的（如他每年访问法兰克福书籍和印刷品展览会）。然而在1560年，他和杰拉杜斯·麦卡托（Gerardus Mercator）一起旅行到特里尔、洛林和普瓦捷时，很大程度上在麦卡托的影响下，其职业生涯方向似乎被吸引到科学地理学家。他在朋友的建议下致力于汇编地图集《Theatrum Orbis Terrarum》（世界概貌），通过这本地图集令他开始有了名氣。
1575年，在阿里亚斯·蒙塔努斯（Arias Montanus）的推荐下，他被西班牙国王腓力二世任命为地理学家。
1596年，他得到了安特卫普市的嘉奖，类似后来授予彼得·保罗·鲁本斯的嘉奖。他死于1598年7月4日，被埋葬在安特卫普圣迈克尔教堂，碑文的内容为“安靜地履職，沒有指責、妻子、後代。”（Quietis cultor sine lite, uxore, prole）。

## 地圖發行者
1564 年，奧特柳斯出版了第一份地圖《世界地圖》（Typus Orbis Terrarum），這是一幅八頁的壁掛世界地圖，他在這幅地圖中將帕塔拉地區（Regio Patalis）與洛卡哈（Locach）視為未知的南方大陸（Terra Australis）的北部延伸，該大陸北部會一路延伸到新幾內亞。這幅地圖隨後推出精簡的版本《寰宇全圖》（Theatrum Orbis Terrarum）（現存的唯一副本藏於巴塞爾大學圖書館）。他還在1565年出版雙頁埃及地圖，1568年出版荷蘭海岸的布里頓堡的城堡平面圖，1567年出版八頁亞洲地圖，並在地圖冊出現之前出版了六頁西班牙地圖 。
在英格蘭，奧特柳斯的關係人有威廉·坎登、理查德·哈克盧伊特、托馬斯·佩尼、清教徒意見人士威廉·查克和漢弗萊·利維德，他們協助奧特柳斯繪製了1573年版地圖《Theatrum》的英格蘭和威爾斯的部分。
1578年，奧特柳斯以其著作《地理同義詞》（Synonymia geographica）確立了對古地理學的批判性處理方法，由安特衛普的普蘭丁出版社出版，1587年推出增訂版《地理百科全書》（Thesaurus Geographicus），1596年再次增訂。在最後一版中，奧特柳斯考慮了大陸漂移的可能性，該假設在幾個世紀後才被證明是正確的。